# Carson (Kalifornia)
Carson – miasto w Stanach Zjednoczonych, w stanie Kalifornia, w hrabstwie Los Angeles. W 2005 liczyło 92 156 mieszkańców.
Z Carson pochodzi Loree Moore, amerykańska koszykarka, występująca na pozycji rozgrywającej, reprezentantka kraju.

## Miasta partnerskie
- La Carlota, Filipiny
- Sōka (Japonia)

## Sport
- Chivas USA - klub piłkarski